# Peristylus flexuosus
Peristylus flexuosus är en orkidéart som först beskrevs av Louis Marie Aubert Du Petit-Thouars, och fick sitt nu gällande namn av Spencer Le Marchant Moore. Peristylus flexuosus ingår i släktet Peristylus och familjen orkidéer. Inga underarter finns listade i Catalogue of Life.